# Predicador (religión)

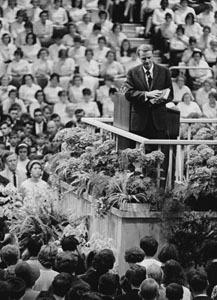
El predicador estadounidense Billy Graham en 1966.

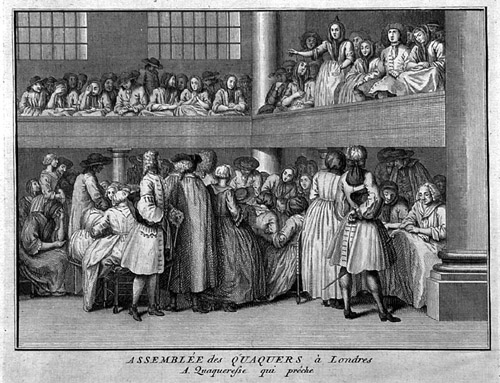
Un predicador cuáquero y su congregación.

Predicador es un término que se aplica a quien pronuncia sermones y homilías, generalmente de contenido teológico. La predicación también se entiende que no se limita a un punto de vista religioso, sino que, en sentido amplio, se extiende a las visiones del mundo moral y social. 
Los predicadores son comunes en la mayoría de las culturas. Pueden tomar la forma tanto de un ministro cristiano en una mañana de domingo, como de un imán islámico, un viernes por la tarde.

## En el cristianismo
El objetivo de la predicación cristiana es, a través de los Evangelios, comunicar el mensaje de la palabra de Dios ante la necesidad de la salvación. (véase Epístola a los romanos 4:25). En el libro de los Hechos de los apóstoles, San Pablo realiza diversos viajes para predicar «el mensaje de Dios». 

«Llegados a Salamina, anunciaban la Palabra de Dios en las sinagogas de los judíos». (13:05)

La predicación de sermones es especialmente importante en el protestantismo, sobre todo entre aquellas confesiones que practican el revivalismo (evangelización masiva). En las tradiciones de culto, a menudo figuran predicadores laicos, entre los que se encuentran los predicadores metodistas locales. 
Entre los católicos, a la Orden de los Dominicos se la conoce oficialmente como la «Orden de los Predicadores» (en latín, Ordo Praedicatorum). Los dominicos fueron preparados para predicar públicamente en lenguas vernáculas y la orden, en sus inicios, fue creada por Santo Domingo para predicar a los cátaros del sur de Francia a principios del siglo XIII. De esta manera, los dominicos tomaron como ejes de su actuación el estudio y la predicación, unidos a la pobreza mendicante.
En muchas iglesias de los Estados Unidos, el título de «predicador» («preacher») es sinónimo de «pastor» o «ministro», y el ministro de la iglesia es a menudo conocido simplemente como «nuestro/el» «predicador» o por su nombre como «predicador Smith» («Preacher Smith»).

## Algunosimportantes predicadores

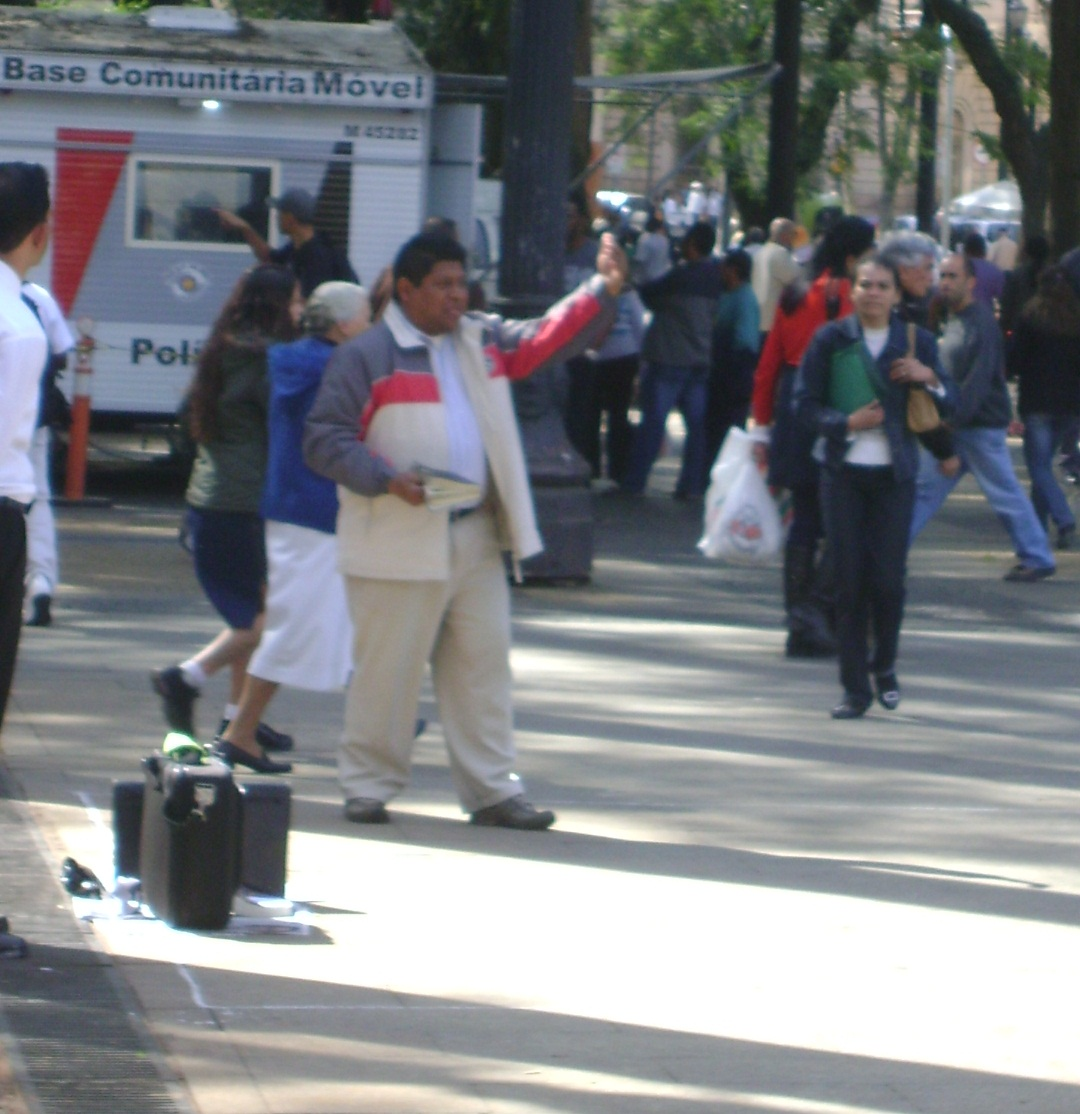
Predicador en São Paulo, Brasil.

- Francisco de Asís
- Domingo de Guzmán
- Bernardo de Claraval
- Juan Crisóstomo
- Alfonso de la Espina
- Martín Lutero
- Girolamo Savonarola
- John Wesley
- Antonio De Padua
- Atanasio de Alejandría
- Juan Bosco
- Antonio María Claret
- Tomás de Aquino